# Bom Jesus do Araguaia
Bom Jesus do Araguaia è un comune del Brasile nello Stato del Mato Grosso, parte della mesoregione del Nordeste Mato-Grossense e della microregione del Norte Araguaia.